# Ozyptila yosemitica
Ozyptila yosemitica är en spindelart som beskrevs av Schick 1965. Ozyptila yosemitica ingår i släktet Ozyptila och familjen krabbspindlar. Inga underarter finns listade i Catalogue of Life.